# Lunas (Dordoña)
 Lunas  (en occitano Lunaç) es una población y comuna francesa, situada en la región de Aquitania, departamento de Dordoña, en el distrito de Bergerac y cantón de La Force.

## Administración
Lista de alcaldes sucesivos
- (1989-) Alain Bordier

## Demografía
| 417 | 403 | 423 | 539 | 533 | 557 | 538 | 513 | 453 | 421 | 428 | 418 | 507 | 488 | 478 | 473 | 442 | 430 | 417 | 395 | 351 | 326 | 341 | 309 | 294 | 285 | 258 | 229 | 225 | 252 | 297 | 294 | 344 |
| Para los censos de 1962 a 1999 la población legal corresponde a la población sin duplicidades (Fuente: INSEE [Consultar]) |     |     |     |     |     |     |     |     |     |     |     |     |     |     |     |     |     |     |     |     |     |     |     |     |     |     |     |     |     |     |     |     |